# 바나노그미우스

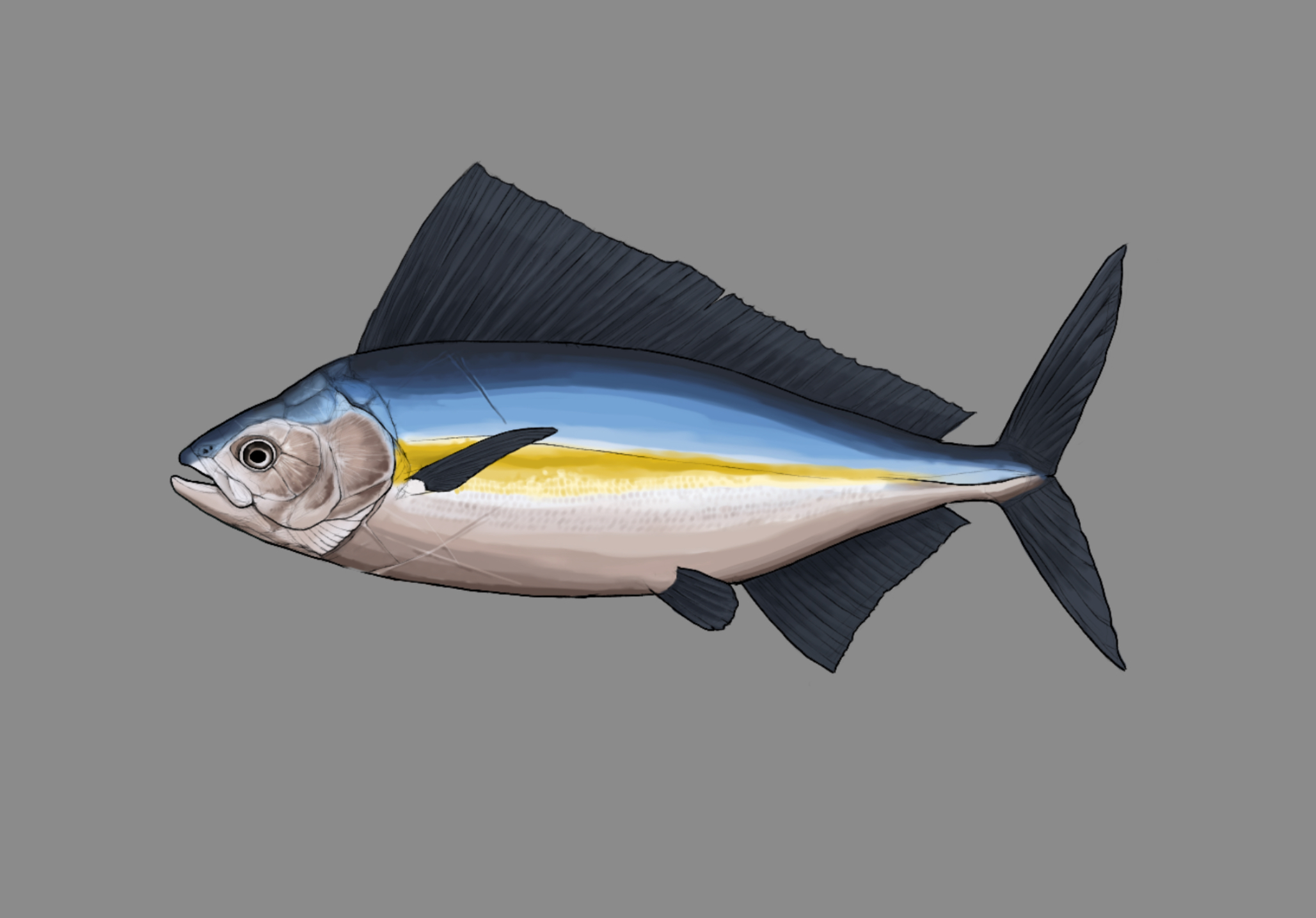
Bananogmius aratus

바나노그미우스(Bananogmius)는 중생대 백악기 후기에 살았던 조기어강에 속하는 원시 어류이다. 바나노그미우스에 담긴 뜻은 '바나나 지느러미'라는 뜻이다. 과거 지금의 북아메리카 대륙을 관통하던 내해에 해당하는 해성층 나이오브라라 층에서 화석이 발견되며, 최초의 화석 표본은 미국의 캔자스 주에서 발굴되었다. 몸 길이는 대략 1m 남짓 정도로 되며 세로로 넓적한 형태의 몸체를 지녔고, 편평한 턱과 입천장뼈를 보면 조개 등의 단단한 껍질을 가진 작은 해양 생물들을 먹고 살았던 것으로 추정된다. 많은 다발동물과 마찬가지로 바나노그미우스는 현대 엔젤피시를 연상시키는 얇은 몸체, 수십 개의 작은 이빨, 높은 등지느러미를 가졌다.
비슷한 종으로 펜타노그미우스(Pentanogmius)가 있는데, 이 종의 화석 중 높게 치솟은 등지느러미가 보존된 것을 포함한 일부 표본이 한 때 바나노그미우스의 것으로 동정된 적이 있었기 때문에 복원도를 보면 높게 솟은 등지느러미를 가진 형태로 묘사되는 경우가 대부분이다. 다만 실제로 바나노그미우스가 친척과 비슷한 형태의 등지느러미를 가지고 있었는지는 알 수 없다.